# 佐藤をとみ

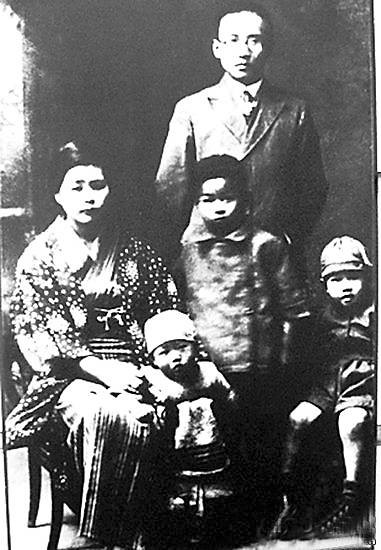
郭沫若・をとみ夫妻と子供たち

佐藤 をとみ（さとう をとみ）または、郭 をとみ（かく をとみ、1893年 - 1994年）は、中国の歴史家・文学者として有名な郭沫若の2番目の妻。単にとみと表記、称されることもある。中国ではしばしば佐藤 富子（さとう とみこ）と表記される。中国語名は郭安娜（クオ・アンナ）。

## 略歴
1893年、宮城県黒川郡大衡村に生まれた。1916年、東京の京橋病院で看護婦として働いていた時、第六高等学校（現、岡山大学）の学生だった郭が友人の見舞いに来て知り合い、1917年に結婚した。
1923年には夫婦で上海へ移ったが、1928年には蔣介石との対立により、中国を追われて日本の千葉県市川市に移った。市川での郭沫若は、主として中国古代史、甲骨文字の研究に専念し、このときに挙げた業績は現代でも高く評価されている。
日中戦争の勃発した1937年、郭沫若だけが日本を離れた。第二次世界大戦後、をとみは郭沫若に会うがため中国へ渡ったが、郭沫若は既に再婚していた。しかし、をとみは子供たちを中国人として中国に送り出した後、自身も中国へ移住し、第6代中国人民政治協商会議委員を経て、1994年、上海で亡くなった。101歳。
なお、郭沫若は戦後、中日友好協会名誉会長を務めた。

## 家族
外祖父は男爵佐藤昌介。2人の間には息子が4人（郭和夫、郭博、郭福生、郭志宏）と娘1人（郭淑禹）があった。5人の子はいずれも戦後中国で要職についた。郭淑禹の娘（林叢）は、日本に留学して二松学舎大学大学院で国文学を学び、郭沫若研究家となった国士舘大学教授、藤田梨那である（現在は日本に帰化）。

## 旧宅
市川に居を定めたのは、上海当時の知人、作家村松梢風の紹介であった。当初は村松の知人である横田家の近傍に住んでいたが、警視庁に3日間拘留されて厳しい尋問を受けたこともあり、他に迷惑がかかるのを避けて、須和田六所神社の側道を入ったところにある家へ転居した。これが現在の「旧宅」で、1928年に建築された住居である。戦後、をとみの一家はそこに暮らしていたが1956年の自身の渡中によって現所有者に売却された。以後、同住宅は民間人に賃貸されていたが、1979年より「旧宅保存」を目的として市川市が借り受けることになった。その間、郭沫若の四男で音楽家の郭志鴻が仮寓したこともあったが、老朽化が進んだことなどから、1999年3月をもって借り受けを解約した。2004年、市川市は市内真間5丁目公園に旧宅を移築・復元して「郭沫若記念館」を開設した。

## 著作
をとみは1938年、『我的丈夫郭沫若』という本を出している。